# Dodge Ram
De Dodge Ram is een pick-up van het Amerikaanse automerk Dodge. De eerste generatie verscheen in 1981 en ondertussen is de vijfde generatie in productie. De naam Ram kwam van een ornament dat in de jaren 30 en 40 te zien was op de motorkap van Dodge pick-ups.
In 2010 werden de pick-ups en bestelwagens van Dodge ondergebracht in het nieuwe automerk Ram Trucks. Sinds 2010 wordt de Dodge Ram op de markt gebracht als de Ram pickup.

## Eerste generatie (1981-1993)

### Algemeen
De Dodge Ram verving in 1981 de D Series, maar behield wel de modelcodes van die voorganger. De "D" stond voor de achterwielaangedreven variant en de "W" voor die met vierwielaandrijving. Achter deze letter volgde een getal dat wees op het draagvermogen. Er waren de "150", de "250" en de "350" die respectievelijk wezen op een draagvermogen van een halve, driekwart en één (short) ton (454, 680 en 907 kg). Ook qua carrosserie waren verschillende varianten te verkrijgen. Er waren de Standard, de Extended (Club) Cab, en de Crew Cab cabines die gecombineerd konden worden met een laadbak van 2 tot 2,5 meter in Utiline of Sweptline stijl. Verder was er nog keuze uit vier uitrustingsniveaus. Van basis- tot luxemodel waren dat de Custom, Custom SE, Royal en Royal SE. Onder de motorkap gebruikte Dodge de motoren die al jaren in de catalogus stonden. Die gingen van een 3,7 liter zes-in-lijn van 95 pk tot een 5,9 liter V8 van 230 pk.

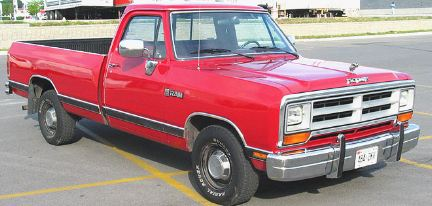
Dodge Ram D100 uit 1989

In 1982 werd ook de Dodge Ram D150 Miser uitgebracht die gericht was op kopers van zuinige wagens. Die Miser kreeg standaard de 6-in-lijn gekoppeld aan de manuele vierversnellingsbak. Vanaf 1983 kwam het model ook met vierwielaandrijving op de markt. Nog dat jaar werd de Extended Club Cab geschrapt, in 1984 gevolgd door de Miser wiens plaats werd ingenomen door de D- en W100 die dezelfde aandrijving hadden. Een face-lift bracht een nieuw radiatorrooster in 1986 en de klassiek gelijnde Utiline en de Crew Cab-variant werden geschrapt. In 1988 werd de 5,2 liter V8 uitgerust met brandstofinjectie wat de prestaties van die motor ten goede kwam. Nog werden de Royal en Royal SE niveaus dat jaar vervangen door de luxueuze LE.

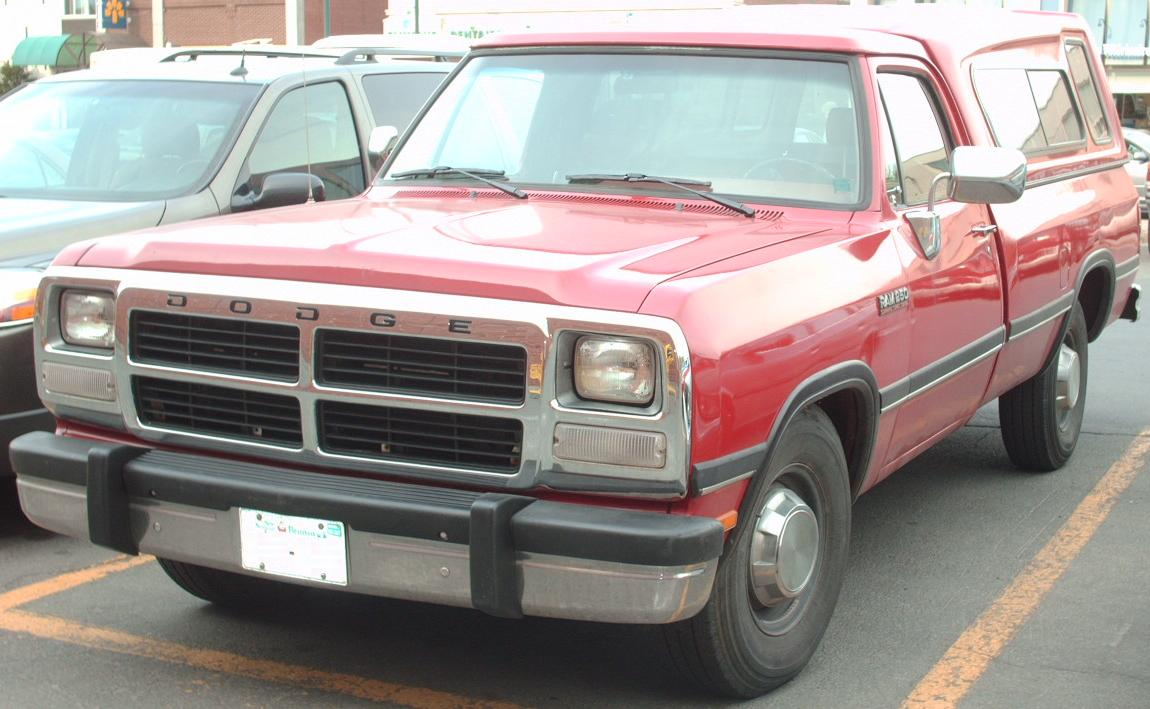
Dodge Ram uit 1991-3

Het jaar 1989 werd getekend door de introductie van nieuwe en verbeterde motoren. Zo werd de oude 3,7 liter I6 vervangen door een nieuwe 3,9 liter V6. Ook kreeg de 5,9 liter V8 de brandstofinjectie met 20 pk meer tot gevolg. Nieuw was ook de krachtige 5,9 liter 6-in-lijn turbodiesel van Cummins. Alle Dodge Ram-versies kregen ook standaard Antiblokkeersysteem mee. In 1990 werden meer Rams met de Cummins-motor gebouwd door het succes ervan. Ook werd het instapmodel, de 100, geschrapt om het lagere marktsegment aan de nieuwe Dodge Dakota te laten. In 1991 volgde een facelift die de nu kenmerkende kruisvormige grille introduceerde en ook de achterzijde hertekende. Voor 1992 werd opnieuw het motorenpallet onder handen genomen met een sterke stijging van het vermogen tot gevolg. 1993 ten slotte was het laatste jaar van deze generatie. Met een jaarlijks verkoopcijfer van circa 100 000 stuks stond de Dodge Ram veel zwakker dan concurrenten als de Chevrolet C/K en de Ford F-Series. Dit was ten dele te wijten aan het verouderde ontwerp van zowel het exterieur als het interieur. Die laatste was van het begin tot het einde praktisch onveranderd gebleven.

### Motoren
| Cilinderinhoud (L) | Cilinders | pk  | kW  | Nm  | Jaren     |
| ------------------ | --------- | --- | --- | --- | --------- |
| 3,7                | I6        | 152 | 71  | ?   | 1981-1987 |
| 3,9                | V6        | 125 | 93  | 264 | 1989-1991 |
| 5,2                | V8        | 125 | 104 | 339 | 1981-1987 |
| 5,2                | V8        | 140 | 104 | 353 | 1988-1991 |
| 5,2                | Magnum V8 | 235 | 172 | 190 | 1992-1993 |
| 5,9                | V8        | 170 | 127 | 400 | 1981-1988 |
| 5,9                | V8        | 190 | 142 | 190 | 1989-1992 |
| 5,9                | V8 gas    | 160 | 160 | ?   | 1989-1993 |
| 5,9                | Magnum V8 | 230 | 172 | 454 | 1993      |

## Tweede generatie (1994-2001/2)

### Algemeen

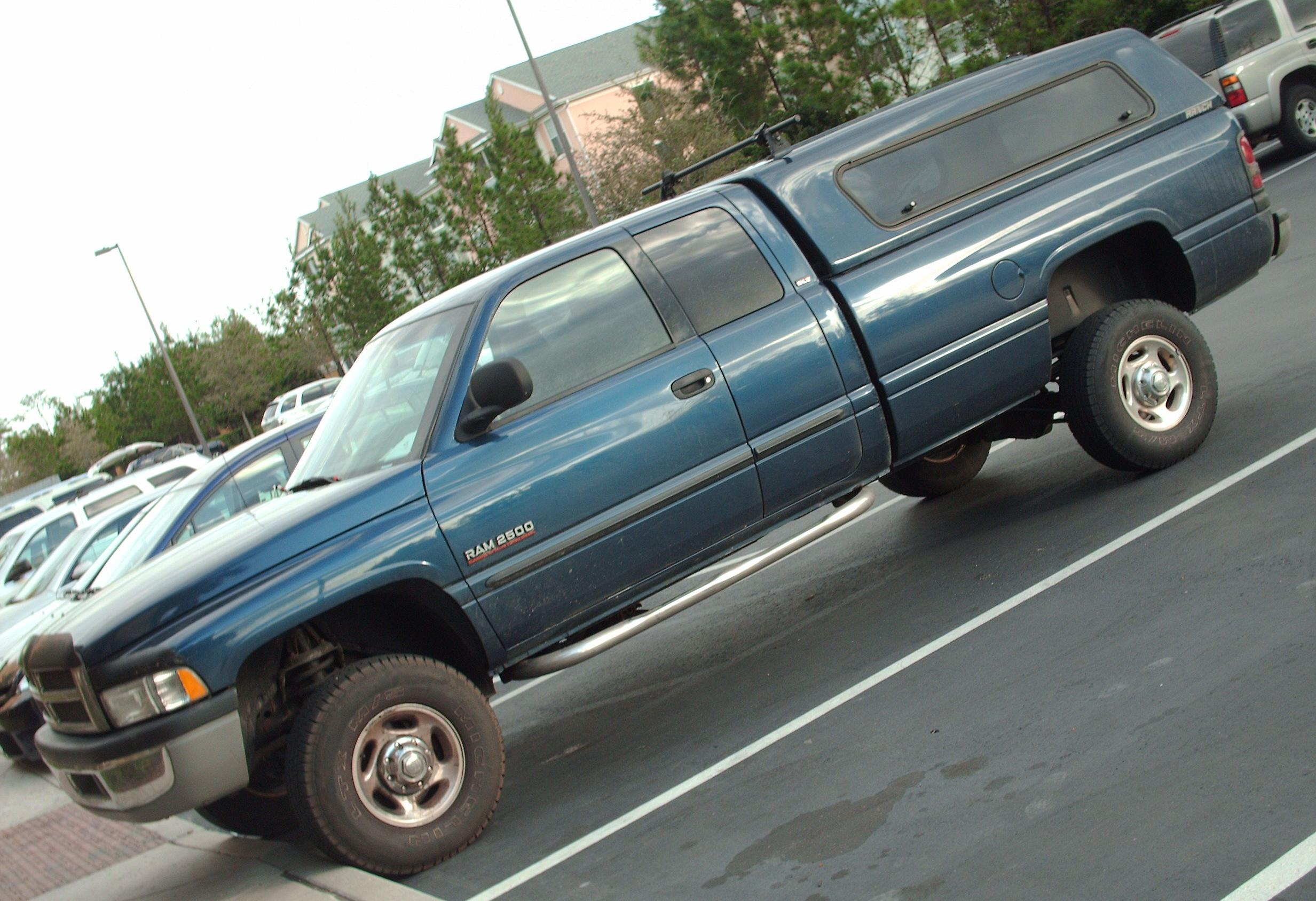
Dodge Ram 2500 uit 1994-2001.

De volledig nieuwe Dodge Ram die in 1994 geïntroduceerd werd, was het resultaat geweest van een intensief marktonderzoek. Uit dat onderzoek was gebleken dat de kopers van grote pick-ups voor een sterk en krachtig uiterlijk gingen. Daarom tekende men bij Dodge een uniek herkenbaar koetswerk met een grote brede grille. Er was enkel de Standard-cabine met dezelfde drie draagvermogens als voorheen die nu met "1500", "2500" en "3500" getypeerd werden. Qua uitrustingen waren er nu de Work special, LT, ST en Laramie SLT, wederom van basis tot luxemodel. De motoren werden overgenomen van de eerste generatie. Verder kreeg de Ram als eerste grote pick-up een standaardbestuurders-airbag en was ABS optioneel op de 1500 en de 2500.
In 1995 verscheen opnieuw de Club Cab-variant van de Ram die enkel in de luxe ST- of Laramie SLT-versie beschikbaar werd. Nog dat jaar debuteerde een variant van de 5,2 liter V8 die op aardgas draaide en 200 pk leverde, maar ondanks het enorme vermogen van 542 Nm kende hij weinig bijval. In 1996 verscheen de Ram Indy 500 Special Edition als afgeleide van de Ram die dat jaar als safety car fungeerde bij de Indianapolis 500-races. 1998 zag de introductie van de Quad Cab waarvan de achterportieren smaller waren en achterwaarts openden. In 2000 verscheen ook een 4x4-pakket dat de Ram 1500 nog beter op het terrein afstemde. Ook werden de stuur-, rem- en wielophangingssystemen verbeterd voor alle Rams met een betere besturing en wegligging als resultaat. Ten slotte kwam er het SRT+-optiepakket dat nog meer luxe als leder, cd, e.d. toevoegde.
Deze tweede generatie van de Dodge Ram was een commercieel succes geworden. Van 1993 op 1994 stegen de verkopen in één klap van 100 000 tot 240 000 stuks, en verder tot 280 000 in 1995 en bijna 400 000 in 1996. Het piekmoment was 1999 met iets meer dan 400 000 verkochte exemplaren. Daarna daalde de verkoop opnieuw nadat concurrenten Ford en General Motors de nieuwste generatie van hun modellen hadden geïntroduceerd. Tegen 2001 lagen de verkoopcijfers van de Dodge Ram onder die van de concurrerende modellen van Ford en Chevrolet. Nadat in 2002 de derde generatie Ram gelanceerd was bleven de 2500 en 3500 van de tweede generatie nog een jaar langer in productie. Die vertraging was onder meer te wijten aan de 5,7 liter Hemi-motor die nog niet klaar was.

### Motoren
| Cilinderinhoud (L) | Cilinders           | pk      | kW  | Nm      | Jaren     |
| ------------------ | ------------------- | ------- | --- | ------- | --------- |
| 3,9                | Magnum V6           | 175     | 131 | 298-305 | 1994-2001 |
| 5,2                | Magnum V8           | 220     | 164 | 407-420 | 1994-2001 |
| 5,9                | Cummins T-diesel 6L | 175-250 | ?   | ?       | 1994-2001 |
| 5,9                | Magnum V8           | 230     | 172 | 420-447 | 1994-1997 |
| 5,9                | Magnum V8           | 250     | 186 | 468     | 1998-2001 |
| 8,0                | Ram Tough V10       | 300     | 224 | 542     | 1994-2001 |

## Derde generatie (2002-2008)

### Algemeen

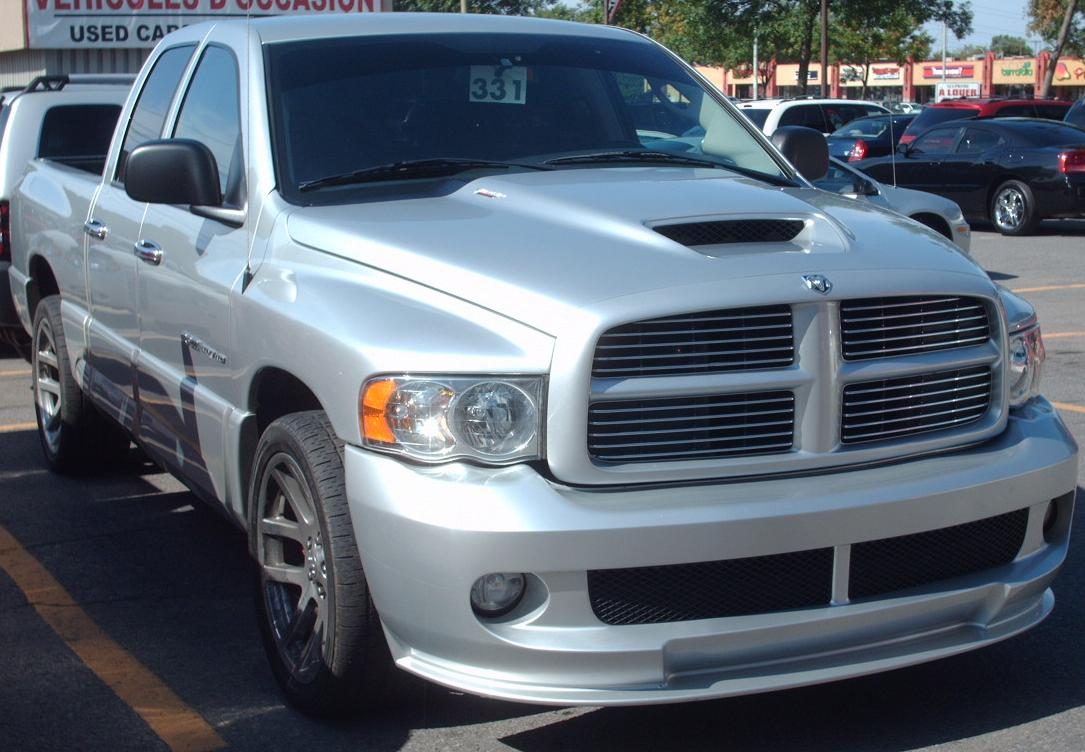
Dodge Ram SRT-10 uit 2004-6

De derde Dodge Ram 1500 verscheen dus in 2002 en was geheel vernieuwd met een nieuw frame, wielophanging, aandrijvingen, carrosserie en interieur. De grille was nog vergroot en er verschenen speciale edities die de interesse moesten aanwakkeren nu de concurrentie de unieke look van de Ram had overgenomen. Er waren twee cabines, Regular en Quad Cab, en nog steeds de twee originele laadbaklengtes. Bij de Quad Cab werd de laadbak een kleine 8 cm ingekort om passagiersruimte te winnen. Ook verscheen de nieuwe Ram in drie niveaus, ST, SLT en SLT Plus, met een optioneel Sport-pakket op de twee hoogste.

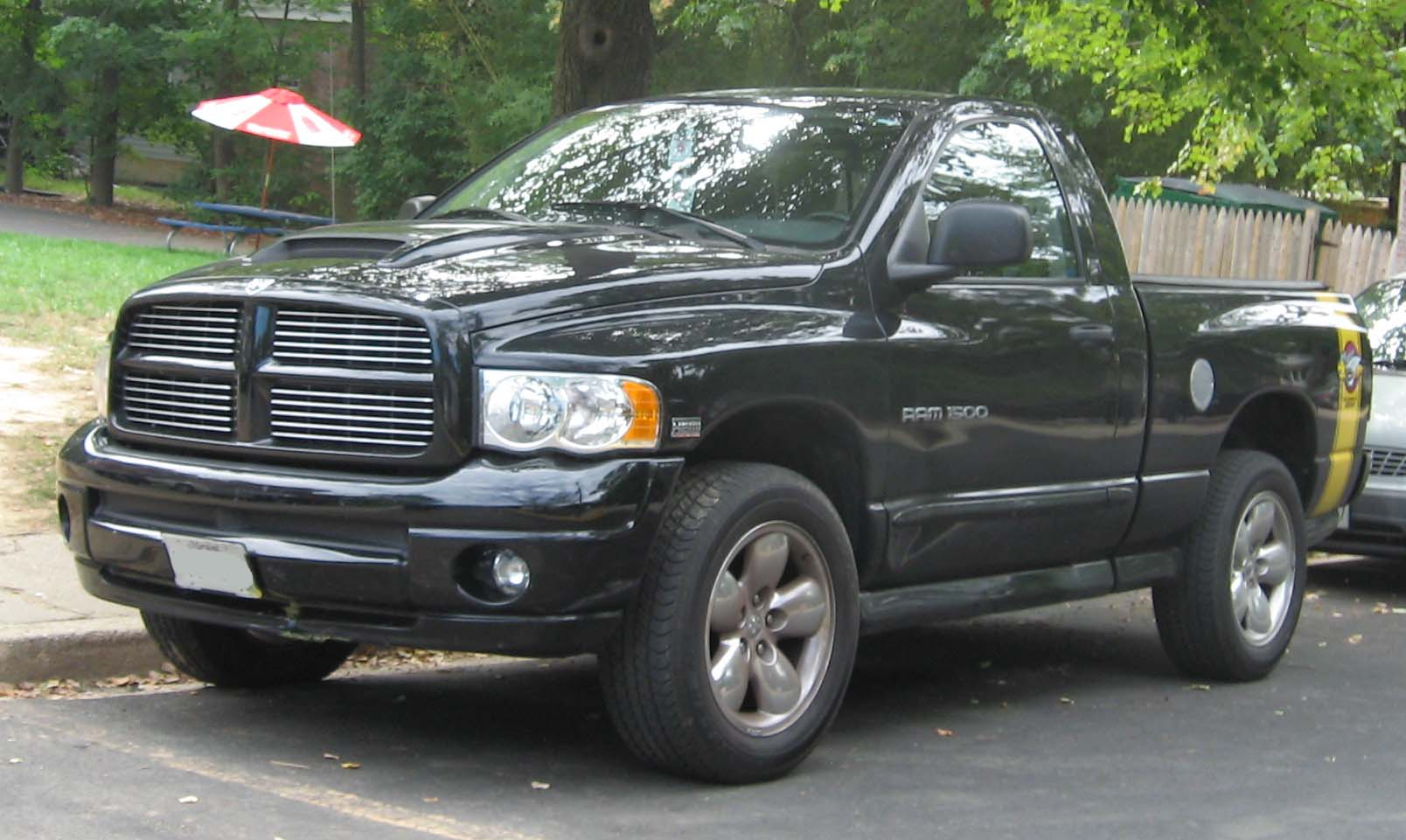
Dodge Ram 1500 Rumble Bee uit 2004-5.

Onderhuids waren twee nieuwe motoren te vinden: een 3,7 liter V6 van 215 pk en een 4,7 liter V8 van 235 pk. Die V6 kwam standaard met de achterwielaangedreven Regular Cab terwijl de V8 standaard was voor de andere modellen. In 2003 verschenen uiteindelijk ook de 2500 en 3500 versies met de nieuwe 5,7 liter Hemi V8-motor van 345 pk. Nog in 2003 kondigde Dodge een hybrideversie van de Ram aan, maar door technische problemen kwam dit nauwelijks van de grond. In de plaats kondigde het merk de gezamenlijke ontwikkeling van een hybride met GM en BMW aan. In 2003 kreeg de Ram een face-lift met de introductie van de Mega Cab waarvan de cabine een halve meter langer is. Ook werd de Hemi vervangen door een nieuwe Hemi met Chryslers variabele cilinderinhoudssysteem Multi-Displacement System (MDS). Voor modeljaar 2008 werd nog twee cabinetypes gelanceerd: de zware "4500" en "5500".
De derde Dodge Ram deed het opnieuw goed in de showrooms. In 2002 werden er 400 000 exemplaren van de hand gedaan, in 2003 nog eens 450 000. Ter vergelijking: Ford en General Motors zetten in die periode 850 tot 900 duizend pick-ups per jaar af. Maar ondertussen is ook voor hen het tij gekeerd nu ook Japanse pick-ups als de Nissan Titan en de Toyota Tundra op marktaandeel azen. De verkoopcijfers van zowel Dodge, Ford als GM zijn in dalende lijn. Intussen is al aangekondigd dat de volgende generatie van de Dodge Ram in modeljaar 2009 zal verschijnen. Verder plant Chrysler ook een op de Ram gebaseerde SUV.

### Motoren
| Cilinderinhoud (L) | Cilinders        | pk      | kW      | Nm      | Jaren     |
| ------------------ | ---------------- | ------- | ------- | ------- | --------- |
| 3,7                | PowerTech V6     | 215     | 160     | 319     | 2002-2005 |
| 4,7                | Magnum V8        | 235     | 175     | 407     | 2002-2005 |
| 4,7                | V8 gas           | 250-305 | 200     | 434-515 | 2002-2005 |
| 5,7                | Hemi V8          | 345     | 257     | 508     | 2003-2005 |
| 5,9                | Magnum V8        | 245     | 183     | 345     | 2002      |
| 8,3                | Viper V10        | 500-510 | 373     | 712-725 | 2004-2006 |
| 5,9-6,7            | Cummins T-diesel | 305-385 | 224-287 | 1152    | 2002-2008 |

## Vierde generatie (2009-2018)

### Algemeen

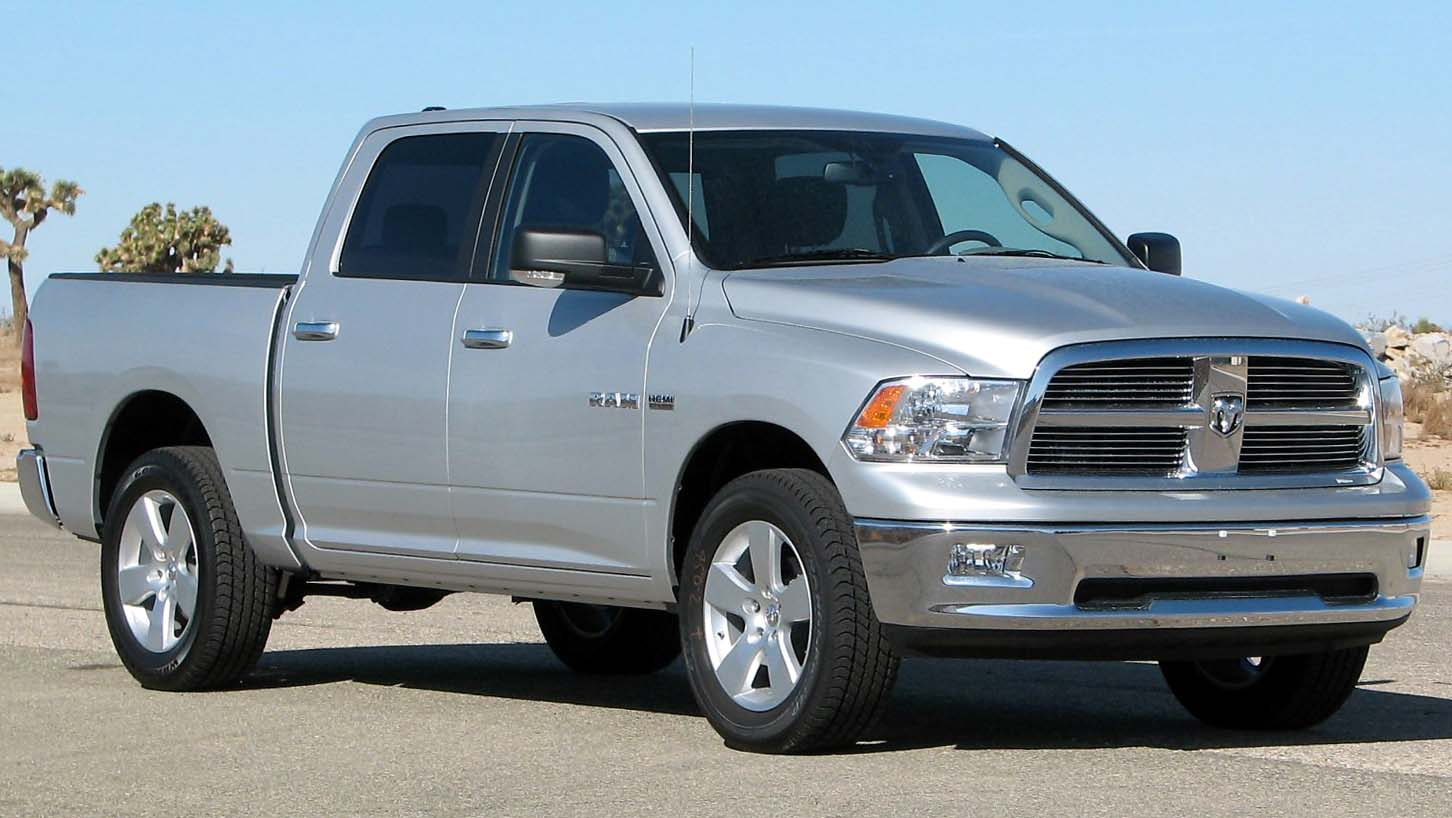
Vierde generatie Ram

De vierde generatie werd in 2008 voorgesteld op de North American International Auto Show te Detroit. Deze vernieuwing kwam er om opnieuw te kunnen concurreren met andere merken die eenzelfde soort model op de markt hebben gebracht. 
Vanaf 2010 werd de wagen ondergebracht bij het merk Ram Trucks en verkocht als de Ram pickup.

### Motoren
| Model     | Cilinderinhoud (L) | Cilinders           | pk  | kW  | Nm   | Jaren     |
| --------- | ------------------ | ------------------- | --- | --- | ---- | --------- |
| 1500      | 3,6                | Pentastar V6        | 309 | 227 | 365  | 2013-2018 |
| 1500      | 3,7                | V6                  | 218 | 160 | 319  | 2009-2012 |
| 1500      | 4,7                | V8                  | 314 | 231 | 447  | 2009-2013 |
| 1500      | 5,7                | Hemi V8             | 395 | 291 | 552  | 2009-2012 |
| 1500      | 5,7                | Hemi V8             | 400 | 295 | 556  | 2013-2018 |
| 1500      | 3,0                | EcoDiesel V6 diesel | 243 | 179 | 569  | 2014-2018 |
| 2500/3500 | 5,7                | Hemi V8             | 388 | 286 | 542  | 2010-2018 |
| 2500/3500 | 6,4                | Hemi V8             | 416 | 306 | 582  | 2014-2018 |
| 2500/3500 | 6,7                | Cummins L6 T-diesel | 355 | 261 | 881  | 2010-2012 |
| 2500/3500 | 6,7                | Cummins L6 T-diesel | 355 | 261 | 895  | 2013-2018 |
| 2500/3500 | 6,7                | Cummins L6 T-diesel | 375 | 276 | 1085 | 2013-2018 |
| 2500/3500 | 6,7                | Cummins L6 T-diesel | 375 | 276 | 1152 | 2019      |
| 2500/3500 | 6,7                | Cummins L6 T-diesel | 355 | 261 | 1085 | 2011-2012 |
| 2500/3500 | 6,7                | Cummins L6 T-diesel | 390 | 287 | 1152 | 2013-2014 |
| 2500/3500 | 6,7                | Cummins L6 T-diesel | 390 | 287 | 1173 | 2015      |
| 2500/3500 | 6,7                | Cummins L6 T-diesel | 390 | 287 | 1220 | 2016-2017 |
| 2500/3500 | 6,7                | Cummins L6 T-diesel | 390 | 287 | 1261 | 2018      |
| 2500/3500 | 6,7                | Cummins L6 T-diesel | 406 | 298 | 1356 | 2019      |

## Vijfde generatie (2019-2024)

### Algemeen

Vijfde generatie Ram

De vijfde generatie werd in 2018 geïntroduceerd op de North American International Auto Show. Het laadvermogen is toegenomen tot 1043 kg en de maximale trekkracht bedraagt tot 5783 kg. In januari 2019 werd op hetzelfde autosalon de Heavy Duty-versie voorgesteld.
In augustus 2020 werd het topmodel van de reekse gepresenteerd: de Ram 1500 TRX. De TRX is uitgerust met een 6,2-liter Hemi V8-motor die 702 pk levert. Het koppel bedraagt 880 Nm.

### Motoren
| Model     | Cilinderinhoud (L) | Cilinders           | pk  | kW  | Nm   | Jaren |
| --------- | ------------------ | ------------------- | --- | --- | ---- | ----- |
| 1500      | 3,6                | Pentastar V6        | 309 | 227 | 365  | 2018- |
| 1500      | 5,7                | Hemi V8             | 401 | 295 | 556  | 2018- |
| 1500      | 6,2                | Hemi V8             | 712 | 523 | 881  | 2020- |
| 1500      | 3,0                | EcoDiesel V6 diesel | 264 | 194 | 651  | 2021- |
| 2500/3500 | 6,4                | Hemi V8             | 420 | 310 | 582  | 2019- |
| 2500/3500 | 6,7                | Cummins L6 T-diesel | 410 | 300 | 1400 | 2019- |